# CFR Cluj
Maillots
Actualités
Le Fotbal Club CFR 1907 Cluj SA, couramment abrégé en CFR 1907 Cluj ou CFR Cluj, est un club de football roumain basé à Cluj-Napoca dans le Județ de Cluj en Transylvanie. Le club a été fondé en 1907 alors que la ville faisait partie de l'Autriche-Hongrie et le sigle "CFR" fait référence à la Căile Ferate Române la société de chemin de fer de Roumanie.
Depuis son retour en première division du championnat de Roumanie en 2004, le club fait régulièrement partie des meilleurs clubs roumains. "Les cheminots" remportent pour la première fois le championnat de Roumanie en 2008. À la suite de ce titre, le club remporte de nouveau le championnat en 2010 et en 2012. Depuis 2017, "les cheminots" dominent le championnat de Roumanie et remportent le championnat en 2018, en 2019, en 2020 et en 2021.
"Les cheminots" disputent avec l'Universitatea Cluj le Derby de Cluj.

## Histoire

### Genèse du club (1907-1969)
Le CFR Cluj est fondé en 1907 dans la ville de Cluj-Napoca alors connu sous le nom de Kolozsvár. La ville fait alors partie de l'Autriche-Hongrie et le club prend le nom de Kolozsvári Vasutas Sport Club. De 1907 à 1914, le club joue dans des championnats locaux qui s'arrêtent avec le début de la Première Guerre mondiale. En 1918, à la fin de la guerre la Transylvanie intègre le Royaume de Roumanie et le club participera aux compétitions roumaines à partir de cette période. Le club change de nom et devient le CFR Cluj que nous connaissons aujourd'hui.
En 1947, le club du CFR Cluj fusionne avec un autre club de Cluj-Napoca le Ferar Cluj et intègre ainsi la Divizia A pour la saison 1947-1948. Pour cette première saison dans l'élite roumaine "les cheminots" terminent à la 8e place sur 16. Cependant, dès la saison suivante le club est relégué en deuxième division. En 1960, le CFR Cluj fusionne avec le Dermata Cluj pour former le CSM Cluj. En 1964 le club devient le Clujeana avant de reprendre son nom de CFR Cluj en 1967.

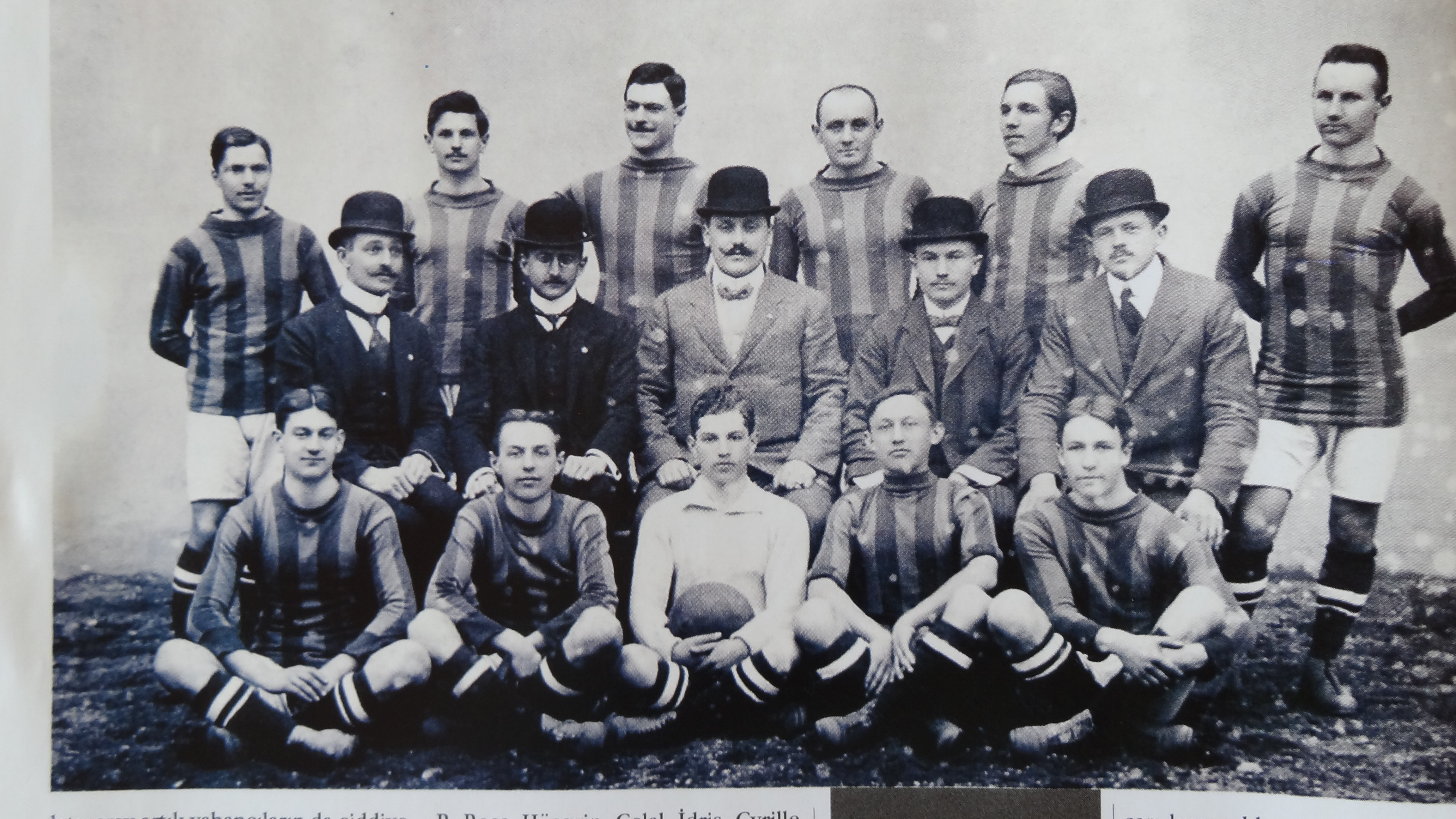
L'équipe du Kolozsvári Vasutas Sport Club en 1911.

### Retour en D1 (1969-1976)
À l'issue de la saison 1968-1969, "les cheminots" terminent premier de leur poule en Divizia B et remontent 20 ans après en Divizia A pour disputer la saison 1969-1970. Le CFR Cluj termine, pour son retour en D1, à la première place non-relégable.
La saison 1972-1973 est couronnée de succès pour "les cheminots" qui terminent à la 5e place du championnat à seulement 6 points du champion le Dinamo Bucarest .
La saison 1975-1976 est désastreuse pour "les cheminots" qui termine avant-dernier du championnat et retourne en Divizia B après 7 saisons en Divizia A.

### Passage dans les divisions inférieures (1976-2002)
Durant la saison 1977-1978 de Divizia B, "les cheminots" terminent second de leur poule derrière le FCM Baia Mare à un point de la montée en Divizia A. Quatre plus tard le CFR Cluj descend en troisième division roumaine et va ensuite faire l'ascenseur entre la deuxième et la troisième division.

### Remontée en D1 et premiers titres (2002-2008)
À l'issue de la saison 2001-2002, le CFR Cluj remonte de nouveau en Divizia B et obtient pour son retour une 6e place sur 16. La saison suivante, "les cheminots" terminent 1er de leur poule devant le CS Jiul Petroșani.
Pour son retour dans l'élite roumaine, lors de la saison 2004-2005, le CFR Cluj termine à la 11e sur 16 et se qualifie pour la Coupe Intertoto 2005. Cette qualification européenne est la première de l'histoire du club qui découvrira les compétitions européennes lors d'une opposition avec le club lituanien du FK Vėtra Vilnius. "Les cheminots" vont réaliser un parcours de rêve durant cette compétition et atteindre la finale. Pour cela ils devront éliminer successivement le FK Vėtra Vilnius, les Espagnols de l'Athletic Bilbao, les Français de l'AS Saint-Étienne puis finalement les Lituaniens du FK Žalgiris Vilnius. En finale ils affronteront le RC Lens. Lors du match aller disputer à Cluj-Napoca, "les cheminots" font match nul 1 partout contre leur adversaire avant de perdre 3-1 au Stade Bollaert-Delelis à Lens.
Lors de la saison 2005-2006, le CFR Cluj termine à la 5e à seulement 6 points d'une qualification européenne. À l'issue de la saison suivante, le CFR Cluj réalise son meilleur classement jamais réalisé en terminant à la 3e place du classement et se qualifie pour la Coupe UEFA.
Le CFR CLuj se fait éliminer de la Coupe UEFA 2007-2008 dès son entrée dans la compétition par les chypriotes de l'Anorthosis Famagouste à la suite d'une défaite 3-1 à domicile. Cependant, la saison 2007-2008 est exceptionnel pour le club. En effet, à l'issue de la saison "les cheminots" gagnent pour la première fois la Liga I avec une victoire 1-0 contre l'autre club de la ville Universitatea Cluj le 10 mai 2008. Cette victoire est la première pour un club ne venant pas de Bucarest depuis presque 20 ans. Trois jours plus tard, le CFR Cluj dispute la finale de la Coupe de Roumanie contre l'Unirea Urziceni et la gagne réalisant ainsi son premier doublé de son histoire.

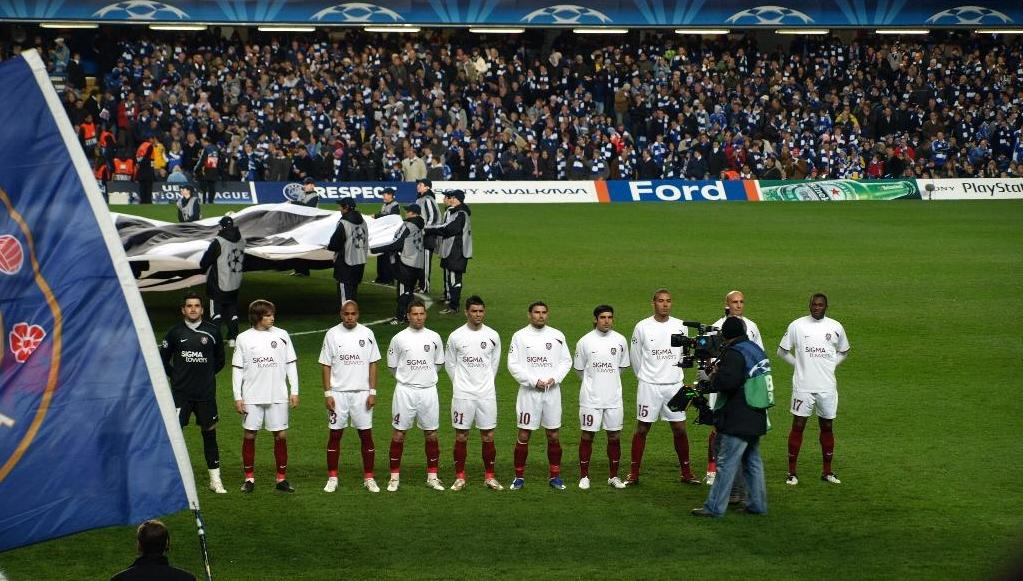
L'équipe du CFR Cluj à Stamford Bridge en décembre 2008 avant un match de Ligue des champions.

### Campagne européenne et présence dans le haut de tableau en Roumanie (2008-2018)
Le CFR Cluj participe à la Ligue des champions de l'UEFA pour la première fois de son histoire lors de l'éditions 2008-2009. "Les cheminots" font partie de la poule de l'AS Rome, de Chelsea et des Girondins de Bordeaux. Pour son premier match, le CFR Cluj se déplace Stadio Olimpico pour affronter l'AS Rome, alors que les italiens ont ouvert le score par l'intermédiaire de Christian Panucci le joueur du CFR Cluj Emmanuel Culio inverse le score et permet à son équipe de s'imposer 2-1 pour son premier match en poule de la Ligue des champions. Le match suivant "les cheminots" obtiennent le nul zéro partout à domicile contre le Chelsea FC. Malheureusement, les quatre matchs suivants seront moins bons et le CFR Cluj les perdra le condamnant à terminer à la quatrième et dernière place de sa poule avec 4 pts.
En championnat, "les cheminots" terminent à la 4e place qui est qualificative pour la Ligue Europa. Peu de temps après le CFR Cluj conserve son titre en Coupe de Roumanie contre le FC Unirea Urziceni. Ce titre leur permet de disputer la Supercoupe de Roumanie et de battre de nouveau le FC Unirea Urziceni, pour la première le CFR Cluj est le premier club en dehors de Bucarest a gagne ce titre.
En 2012, après un changement d'entraîneur le club remporte son troisième titre de champion de Roumanie. En 2016, Cluj gagne pour la quatrième fois la Coupe de Roumanie.

### Domination nationale et premières déceptions (2018-2023)
Entre 2018 et 2022, le club devient l'ogre du football roumain, remportant les 5 Championnat de Roumanie de football de la période et jouant plusieurs fois des phases de poules voir des seizièmes de finale de Ligue Europa et les barrages de phase éliminatoire de Ligue Europa Conférence .
En 2022-2023, pour la première fois depuis 2017, le club n'est pas sacré champion de Roumanie et laisse son titre au Farul Constanța. En coupe d'Europe, le club perd dès son entrée en lice contre Adana Demirspor au deuxième tour de qualification pour la Ligue Europa Conférence. 

### Dates-clés
- 1907 : fondation du club sous le nom de Kolozsvári Vasutas Sport Club (soit Club sportif des cheminots de Kolozsvár/Cluj)
- 1947 : 1re participation au championnat de 1re division (saison 1947/48)
- 1950 : le club est renommé Locomotiva Cluj
- 1957 : le club est renommé CFR Cluj
- 1960 : le club est renommé CSM Cluj
- 1964 : le club est renommé Clujeana Cluj
- 1967 : le club est renommé CFR Cluj
- 1982 : le club est renommé Steaua CFR Cluj
- 1990 : le club est renommé CFR Ecomax Cluj
- 2005 : le club accède à la finale de la Coupe Intertoto où il est battu par le RC Lens
- 2006 : le club est renommé CFR 1907 Cluj
- 2008 : le club remporte son premier titre de champion ainsi que sa première coupe. Il obtient une première qualification historique en Ligue des champions où il se qualifie pour la phase de groupes.
- 2009 : le club accède pour la première fois à la phase de groupes de la Ligue Europa.
- 2013 : le club se qualifie pour la première à une phase finale européenne en accédant aux seizièmes de finale de la Ligue Europa après avoir été repêché de la phase de groupes de la Ligue des champions. Il est par la suite éliminé à ce stade par l'Inter Milan.
- 2020 : le club accède une nouvelle fois à la phase finale de la Ligue Europa après avoir fini deuxième de son groupe. Il est cependant à nouveau battu en seizièmes de finale par le Séville FC, futur vainqueur du tournoi. Il remporte dans le même temps son sixième titre de champion, le troisième d'affilée.

## Bilan sportif

### Palmarès
- Championnat de Roumanie (8)
  - Champion : 2008, 2010, 2012, 2018, 2019, 2020, 2021 et 2022

- Championnat de Roumanie de deuxième division (2)
  - Champion : 1968 , 2004

- Coupe de Roumanie (5)
  - Vainqueur : 2008, 2009, 2010, 2016 et 2025
  - Finaliste : 2013

- Supercoupe de Roumanie (4)
  - Vainqueur : 2009, 2010, 2018 et 2020
  - Finaliste : 2012, 2016 et 2019

- Coupe Intertoto
  - Finaliste : 2005

### Bilan européen

#### Bilan
| Compétition              | P  | M   | V  | N  | D  | BP  | BC  | Diff. |
| ------------------------ | -- | --- | -- | -- | -- | --- | --- | ----- |
| Ligue des champions (C1) | 8  | 42  | 16 | 10 | 16 | 54  | 54  | 0     |
| Ligue Europa (C3)        | 9  | 44  | 14 | 9  | 21 | 39  | 54  | -15   |
| Ligue Conférence (C4)    | 4  | 28  | 11 | 8  | 9  | 25  | 20  | +5    |
| Coupe Intertoto          | 1  | 10  | 5  | 3  | 2  | 20  | 13  | +7    |
| Total                    | 22 | 124 | 46 | 30 | 48 | 138 | 141 | -3    |

#### Résultats
Légende
- Victoire ou qualification pour le tour suivant.
- Match nul.
- Défaite ou élimination de la compétition.

Note : dans les résultats ci-dessous, le score du club est toujours donné en premier.
| Saison    | Compétition             | Tour                | Club                     | Domicile | Extérieur | Total             |
| --------- | ----------------------- | ------------------- | ------------------------ | -------- | --------- | ----------------- |
| 2005      | Coupe Intertoto         | Premier tour        | FK Vėtra                 | 3 - 2    | 4 - 1     | 7 - 3             |
| 2005      | Coupe Intertoto         | Deuxième tour       | Athletic Bilbao          | 1 - 0    | 0 - 1 ap  | 1 - 1 (5 - 3 tab) |
| 2005      | Coupe Intertoto         | Troisième tour      | AS Saint-Étienne         | 1 - 1    | 2 - 2     | 3 - 3E            |
| 2005      | Coupe Intertoto         | Demi-finales        | Žalgiris Vilnius         | 5 - 1    | 2 - 1     | 7 - 2             |
| 2005      | Coupe Intertoto         | Finale              | RC Lens                  | 1 - 1    | 1 - 3     | 2 - 4             |
| 2007-2008 | Coupe UEFA              | Deuxième tour Q     | Anorthosis Famagouste    | 1 - 3    | 0 - 0     | 1 - 3             |
| 2008-2009 | Ligue des champions     | Groupe A            | AS Rome                  | 1 - 3    | 2 - 1     | Quatrième         |
| 2008-2009 | Ligue des champions     | Groupe A            | Chelsea FC               | 0 - 0    | 1 - 2     | Quatrième         |
| 2008-2009 | Ligue des champions     | Groupe A            | Girondins de Bordeaux    | 1 - 2    | 0 - 1     | Quatrième         |
| 2009-2010 | Ligue Europa            | Barrages Q          | FK Sarajevo              | 2 - 1    | 1 - 1     | 3 - 2             |
| 2009-2010 | Ligue Europa            | Groupe K            | FC Copenhague            | 2 - 0    | 0 - 2     | Quatrième         |
| 2009-2010 | Ligue Europa            | Groupe K            | PSV Eindhoven            | 0 - 2    | 0 - 1     | Quatrième         |
| 2009-2010 | Ligue Europa            | Groupe K            | Sparta Prague            | 2 - 3    | 0 - 2     | Quatrième         |
| 2010-2011 | Ligue des champions     | Groupe E            | FC Bâle                  | 2 - 1    | 0 - 1     | Quatrième         |
| 2010-2011 | Ligue des champions     | Groupe E            | AS Rome                  | 1 - 1    | 1 - 2     | Quatrième         |
| 2010-2011 | Ligue des champions     | Groupe E            | Bayern Munich            | 0 - 4    | 2 - 3     | Quatrième         |
| 2012-2013 | Ligue des champions     | Troisième tour Q    | Slovan Liberec           | 1 - 0    | 2 - 1     | 3 - 1             |
| 2012-2013 | Ligue des champions     | Barrages Q          | FC Bâle                  | 1 - 0    | 2 - 1     | 3 - 1             |
| 2012-2013 | Ligue des champions     | Groupe H            | Sporting Braga           | 3 - 1    | 2 - 0     | Troisième         |
| 2012-2013 | Ligue des champions     | Groupe H            | Manchester United        | 1 - 2    | 1 - 0     | Troisième         |
| 2012-2013 | Ligue des champions     | Groupe H            | Galatasaray              | 1 - 3    | 1 - 1     | Troisième         |
| 2012-2013 | Ligue Europa            | Seizièmes de finale | Inter Milan              | 0 - 3    | 0 - 2     | 0 - 5             |
| 2014-2015 | Ligue Europa            | Deuxième tour Q     | FK Jagodina              | 0 - 0    | 1 - 0     | 1 - 0             |
| 2014-2015 | Ligue Europa            | Troisième tour Q    | Dinamo Minsk             | 0 - 2    | 0 - 1     | 0 - 3             |
| 2018-2019 | Ligue des champions     | Deuxième tour Q     | Malmö FF                 | 0 - 1    | 1 - 1     | 1 - 2             |
| 2018-2019 | Ligue Europa            | Troisième tour Q    | Alashkert FC             | 5 - 0    | 2 - 0     | 7 - 0             |
| 2018-2019 | Ligue Europa            | Barrages Q          | F91 Dudelange            | 2 - 3    | 0 - 2     | 2 - 5             |
| 2019-2020 | Ligue des champions     | Premier tour Q      | FK Astana                | 3 - 1    | 0 - 1     | 3 - 2             |
| 2019-2020 | Ligue des champions     | Deuxième tour Q     | Maccabi Tel-Aviv         | 1 - 0    | 2 - 2     | 3 - 2             |
| 2019-2020 | Ligue des champions     | Troisième tour Q    | Celtic FC                | 1 - 1    | 4 - 3     | 5 - 4             |
| 2019-2020 | Ligue des champions     | Barrages Q          | Slavia Prague            | 0 - 1    | 0 - 1     | 0 - 2             |
| 2019-2020 | Ligue Europa            | Groupe E            | Lazio Rome               | 2 - 1    | 0 - 1     | Deuxième          |
| 2019-2020 | Ligue Europa            | Groupe E            | Celtic FC                | 2 - 0    | 0 - 2     | Deuxième          |
| 2019-2020 | Ligue Europa            | Groupe E            | Stade rennais            | 1 - 0    | 1 - 0     | Deuxième          |
| 2019-2020 | Ligue Europa            | Seizièmes de finale | Séville FC               | 1 - 1    | 0 - 0     | 1 - 1E            |
| 2020-2021 | Ligue des champions     | Premier tour Q      | Floriana FC              | N/A      | 2 - 0     | 2 - 0             |
| 2020-2021 | Ligue des champions     | Deuxième tour Q     | Dinamo Zagreb            | 2 - 2 ap | N/A       | 2 - 2 (5 - 6 tab) |
| 2020-2021 | Ligue Europa            | Troisième tour Q    | Djurgårdens IF           | N/A      | 1 - 0     | 1 - 0             |
| 2020-2021 | Ligue Europa            | Barrages Q          | KuPS                     | 3 - 1    | N/A       | 3 - 1             |
| 2020-2021 | Ligue Europa            | Groupe A            | AS Rome                  | 0 - 2    | 0 - 5     | Troisième         |
| 2020-2021 | Ligue Europa            | Groupe A            | BSC Young Boys           | 1 - 1    | 1 - 2     | Troisième         |
| 2020-2021 | Ligue Europa            | Groupe A            | CSKA Sofia               | 0 - 0    | 2 - 0     | Troisième         |
| 2021-2022 | Ligue des champions     | Premier tour Q      | Borac Banja Luka         | 3 - 1    | 1 - 2 ap  | 4 - 3             |
| 2021-2022 | Ligue des champions     | Deuxième tour Q     | Lincoln Red Imps         | 2 - 0    | 2 - 1     | 4 - 1             |
| 2021-2022 | Ligue des champions     | Troisième tour Q    | BSC Young Boys           | 1 - 1    | 1 - 3     | 2 - 4             |
| 2021-2022 | Ligue Europa            | Barrages Q          | Étoile rouge de Belgrade | 1 - 2    | 0 - 4     | 1 - 6             |
| 2021-2022 | Ligue Europa Conférence | Groupe D            | AZ Alkmaar               | 0 - 1    | 0 - 2     | Quatrième         |
| 2021-2022 | Ligue Europa Conférence | Groupe D            | FK Jablonec              | 1 - 2    | 0 - 1     | Quatrième         |
| 2021-2022 | Ligue Europa Conférence | Groupe D            | Randers FC               | 1 - 1    | 1 - 0     | Quatrième         |
| 2022-2023 | Ligue des champions     | Premier tour Q      | FC Pyunik                | 2 - 2 ap | 0 - 0     | 2 - 2 (3 - 4 tab) |
| 2022-2023 | Ligue Europa Conférence | Deuxième tour Q     | Inter Club d'Escaldes    | 3 - 0    | 1 - 1     | 3 - 1             |
| 2022-2023 | Ligue Europa Conférence | Troisième tour Q    | Chakhtior Salihorsk      | 1 - 0    | 0 - 0     | 1 - 0             |
| 2022-2023 | Ligue Europa Conférence | Barrages Q          | NK Maribor               | 1 - 0    | 0 - 0     | 1 - 0             |
| 2022-2023 | Ligue Europa Conférence | Groupe G            | Slavia Prague            | 2 - 0    | 1 - 0     | Deuxième          |
| 2022-2023 | Ligue Europa Conférence | Groupe G            | Sivasspor                | 0 - 1    | 0 - 3     | Deuxième          |
| 2022-2023 | Ligue Europa Conférence | Groupe G            | KF Ballkani              | 1 - 0    | 1 - 1     | Deuxième          |
| 2022-2023 | Ligue Europa Conférence | Barrages            | Lazio Rome               | 0 - 0    | 0 - 1     | 0 - 1             |
| 2023-2024 | Ligue Europa Conférence | Deuxième tour Q     | Adana Demirspor          | 1 - 1    | 1 - 2     | 2 - 3             |
| 2024-2025 | Ligue Conférence        | Deuxième tour Q     | Nioman Hrodna            | 0 - 0    | 5 - 0     | 5 - 0             |
| 2024-2025 | Ligue Conférence        | Troisième tour Q    | Maccabi Petah-Tikva      | 1 - 0    | 1 - 0     | 2 - 0             |
| 2024-2025 | Ligue Conférence        | Barrages Q          | Paphos FC                | 1 - 0    | 0 - 3     | 1 - 3             |
| 2025-2026 | Ligue Europa            | Premier tour Q      | Paksi FC                 | 3 - 0    | 0 - 0     | 3 - 0             |
| 2025-2026 | Ligue Europa            | Deuxième tour Q     | FC Lugano                | 1 - 0 ap | 0 - 0     | 1 - 0             |
| 2025-2026 | Ligue Europa            | Troisième tour Q    | SC Braga                 | 1 - 2    | 0 - 2     | 1 - 4             |
| 2025-2026 | Ligue Conférence        | Barrages Q          | BK Häcken                | -        | -         | -                 |

## Personnalités du club

### Récompenses individuelles

#### National
Meilleurs buteurs du Championnat de Roumanie
| Saison    | Nom             | Buts |
| --------- | --------------- | ---- |
| 1973-1974 | Mihai Adam      | 23   |
| 2014-2015 | Grégory Tadé    | 18   |
| 2018-2019 | George Țucudean | 18   |

### Anciens joueurs
- Mihai Adam
- Andrei Burcă
- Ciprian Deac
- Cristian Dulca
- Bogdan Mara
- Lucian Goian
- Ovidiu Hoban
- Ioan Hora
- Alin Minteuan
- Dorinel Munteanu
- Gabriel Mureșan
- Cristian Panin
- Claudiu Petrila
- Ionuț Rada
- Eduard Stăncioiu
- Romeo Surdu
- Eugen Trică
- George Țucudean
- André Leão
- Beto
- Mario Camora
- Cadú
- Dani
- Ivo Pinto
- Manuel José
- Mário Felgueiras
- Nuno Claro
- Pedro Oliveira
- Rui Pedro
- António Semedo
- Tony
- André Galiassi
- Didi
- Hugo Alcântara
- Rafael Bastos
- Weldon
- Emmanuel Culio
- Sebastián Dubarbier
- Cristian Fabbiani
- Sixto Peralta
- Yssouf Koné
- Bakary Saré
- Emmanuel Koné
- Lacina Traoré
- Robert Maah
- Grégory Tadé
- Pantelís Kapetános
- Rúnar Már Sigurjónsson
- Ibrahima Baldé
- Modou Sougou
- Billel Omrani
- Mateo Sušić
- Lars Hirschfeld
- Simone Scuffet
- Roberto De Zerbi
- Mikael Dorsin
- Álvaro Pereira

## Effectif actuel (2024-2025)

### Joueurs prêtés
| N° | Nat.                        | Poste | Nom du joueur                                |
| -- | --------------------------- | ----- | -------------------------------------------- |
| 21 | Drapeau de la Roumanie      | M     | Luca Mihai (au Politehnica Iași)             |
| 92 | Drapeau de la Roumanie      | M     | George Leață (au CSM Slatina)                |
|    | Drapeau de la Roumanie      | G     | Adrian Frânculescu (au CSA Steaua București) |
|    | Drapeau de la Côte d'Ivoire | D     | Abdoulaye Niakaté (au CSU Alba Iulia)        |
|    | Drapeau de la Côte d'Ivoire | D     | Mohamed Diomandé (à l'Olimpia Satu Mare)     |

| No. | Nat.                             | Position | Nom du joueur                       |
| --- | -------------------------------- | -------- | ----------------------------------- |
|     | Drapeau de la Roumanie           | A        | Răzvan Bârstan (à l'Unirea Ungheni) |
|     | Drapeau de la Roumanie           | A        | Raul Haiduc (à l'Unirea Ungheni)    |
|     | Drapeau de la Bosnie-Herzégovine | A        | Luka Juričić (au Pyunik)            |
|     | Drapeau du Mali                  | A        | Moussa Samaké (au FCM Reșița)       |

## Image et identité

### Logo

Différents logo du CFR Cluj
Ancien logo
Logo actuel

## Infrastructures

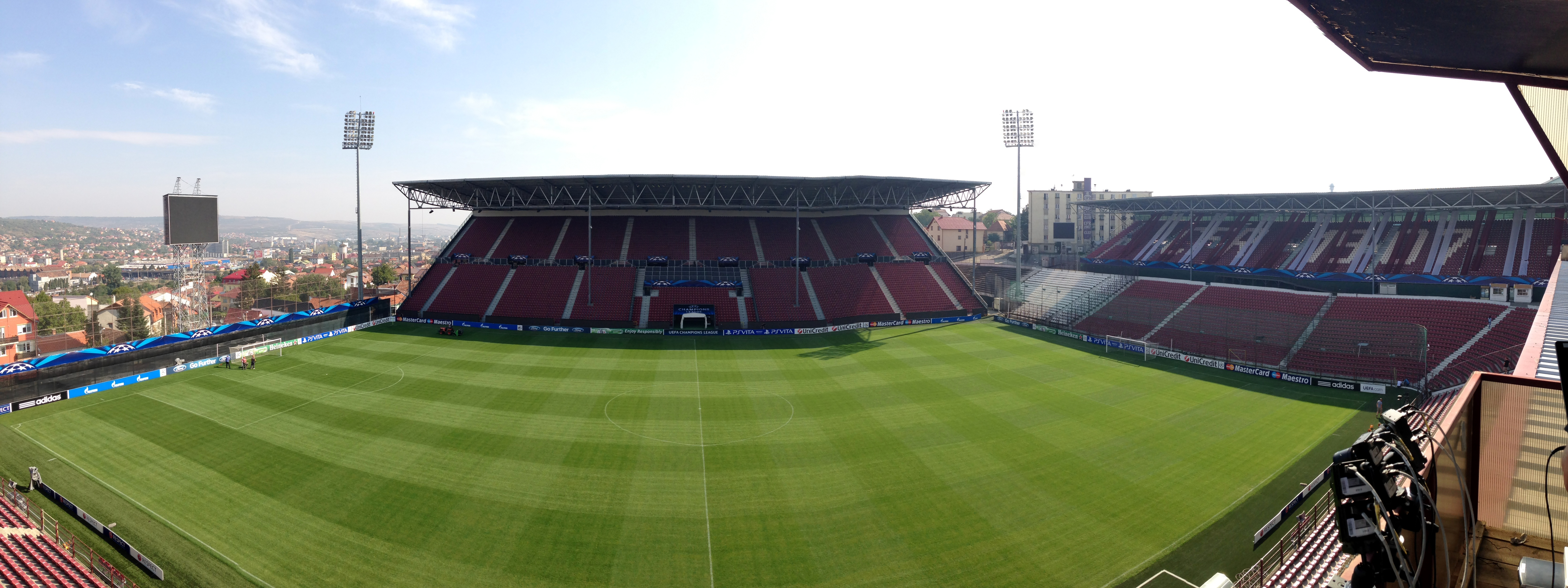
Stade Dr. Constantin Rădulescu en 2012.

Le CFR Cluj joue dans le Stade Dr. Constantin Rădulescu situé dans la ville de Cluj-Napoca. Le stade a été construit en 1973 et avait avant 2004 une capacité d'environ 10 000.
À la suite de la qualification du club en phase de groupe de la Ligue des champions en 2008, le stade est rénové et sa capacité est porté à 23 500 places. La construction d'une nouvelle tribune pourrait porter la capacité du stade à 30 000 places.
Le stade est aujourd'hui capable d'accueillir des rencontres de Ligue des champions ou encore des matchs de l'équipe national roumaine.